# الواتة
الواتة اٍحدى بلديات ولاية بني عباس الجزائرية.

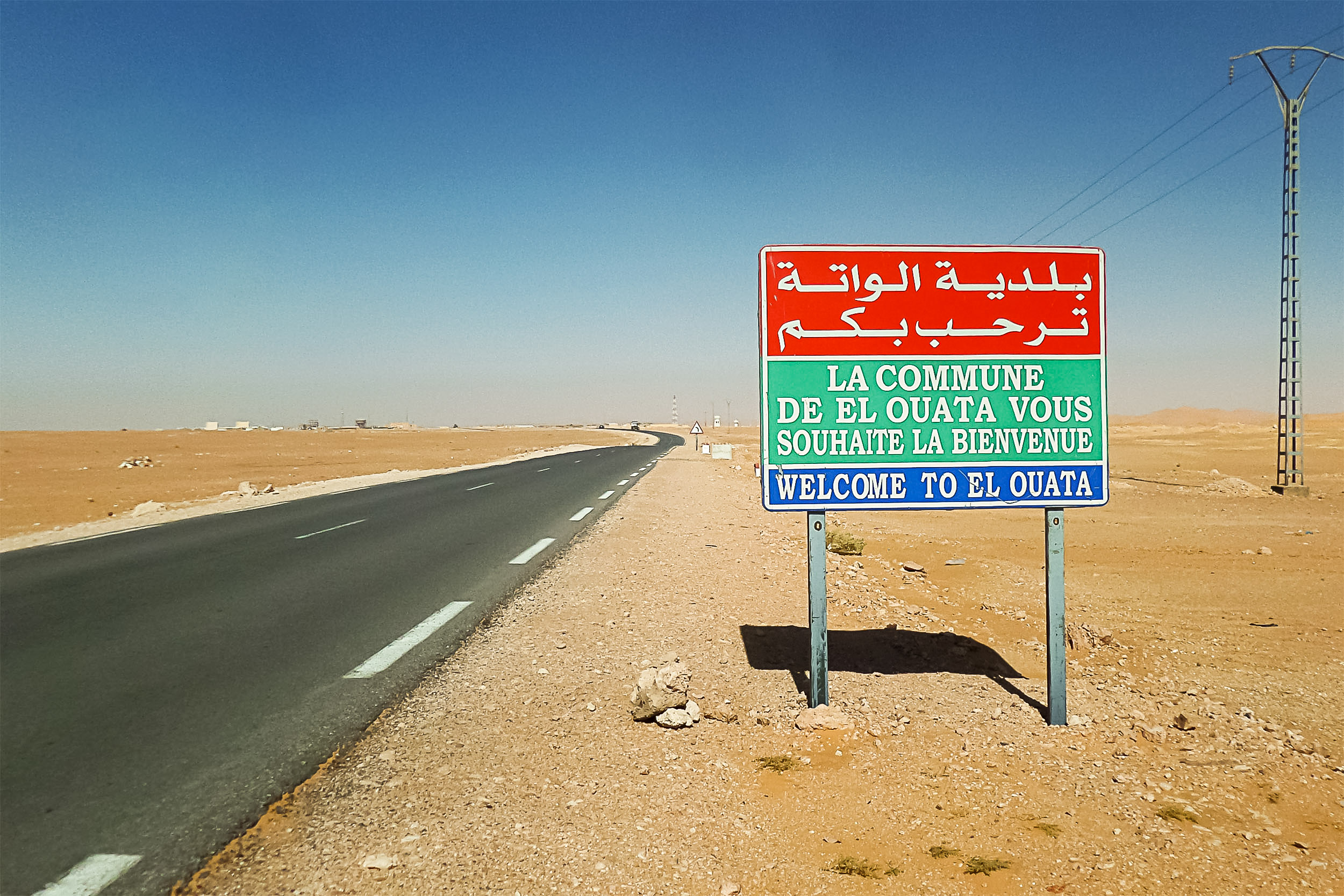
لافتة عند مدخل البلدية على الطريق الوطني رقم 6

تقع جنوب الولاية يحدها شمالا بني ونيف جنوبا تبلبالة وغربا بني عباس وشرقا تيميمون. أصبحت بلدية العام 1960 ومقر دائرة منذ العام 1991. يبلغ عدد سكانها 7702 نسمة.

## المناخ
يظهر الجدول التالي التغييرات المناخية على مدار السنة لالواتة:
| البيانات المناخية لـالواتة        | البيانات المناخية لـالواتة | البيانات المناخية لـالواتة | البيانات المناخية لـالواتة | البيانات المناخية لـالواتة | البيانات المناخية لـالواتة | البيانات المناخية لـالواتة | البيانات المناخية لـالواتة | البيانات المناخية لـالواتة | البيانات المناخية لـالواتة | البيانات المناخية لـالواتة | البيانات المناخية لـالواتة | البيانات المناخية لـالواتة | البيانات المناخية لـالواتة |
| الشهر                             | يناير                      | فبراير                     | مارس                       | أبريل                      | مايو                       | يونيو                      | يوليو                      | أغسطس                      | سبتمبر                     | أكتوبر                     | نوفمبر                     | ديسمبر                     | المعدل السنوي              |
| --------------------------------- | -------------------------- | -------------------------- | -------------------------- | -------------------------- | -------------------------- | -------------------------- | -------------------------- | -------------------------- | -------------------------- | -------------------------- | -------------------------- | -------------------------- | -------------------------- |
| متوسط درجة الحرارة الكبرى °م (°ف) | 18.8 (65.8)                | 22.0 (71.6)                | 26.0 (78.8)                | 30.6 (87.1)                | 35.4 (95.7)                | 41.9 (107.4)               | 44.6 (112.3)               | 44.0 (111.2)               | 40.0 (104.0)               | 32.8 (91.0)                | 24.9 (76.8)                | 18.8 (65.8)                | 31.7 (89.0)                |
| المتوسط اليومي °م (°ف)            | 11.2 (52.2)                | 14.2 (57.6)                | 18.2 (64.8)                | 22.5 (72.5)                | 27.3 (81.1)                | 32.6 (90.7)                | 36.2 (97.2)                | 35.7 (96.3)                | 31.5 (88.7)                | 24.6 (76.3)                | 17.6 (63.7)                | 12.0 (53.6)                | 23.6 (74.6)                |
| متوسط درجة الحرارة الصغرى °م (°ف) | 3.7 (38.7)                 | 6.4 (43.5)                 | 10.5 (50.9)                | 14.5 (58.1)                | 19.2 (66.6)                | 24.3 (75.7)                | 27.8 (82.0)                | 26.7 (80.1)                | 23.0 (73.4)                | 16.4 (61.5)                | 10.4 (50.7)                | 5.3 (41.5)                 | 15.7 (60.2)                |
| الهطول مم (إنش)                   | 8 (0.3)                    | 6 (0.2)                    | 3 (0.1)                    | 3 (0.1)                    | 3 (0.1)                    | 1 (0.0)                    | 1 (0.0)                    | 2 (0.1)                    | 4 (0.2)                    | 7 (0.3)                    | 8 (0.3)                    | 8 (0.3)                    | 54 (2)                     |
| المصدر: climate-data.org          |                            |                            |                            |                            |                            |                            |                            |                            |                            |                            |                            |                            |                            |

## القصور

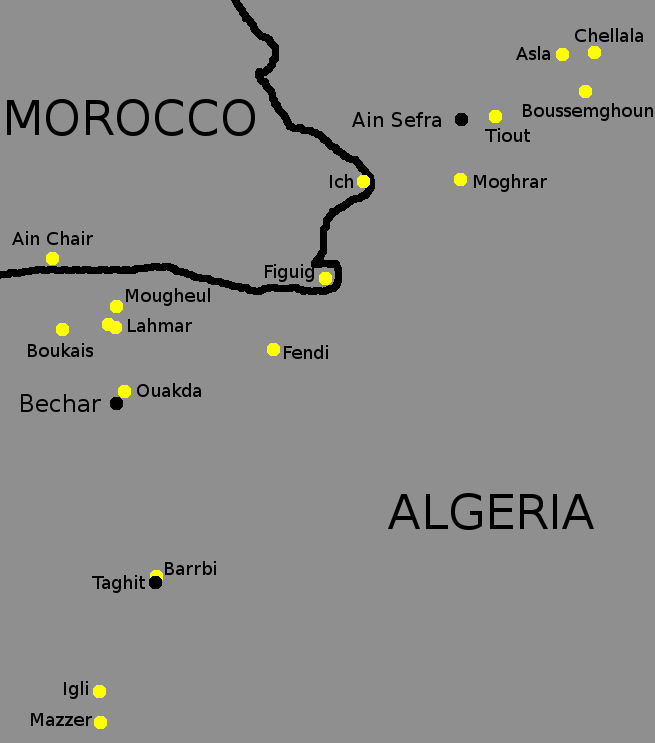
القصور

- بوحديد
- آماس
- الواتة
- بوخلوف
- أقدال
- قصر الماء
- الماجة
- انفيد
- البياضة